# ランタンボール城

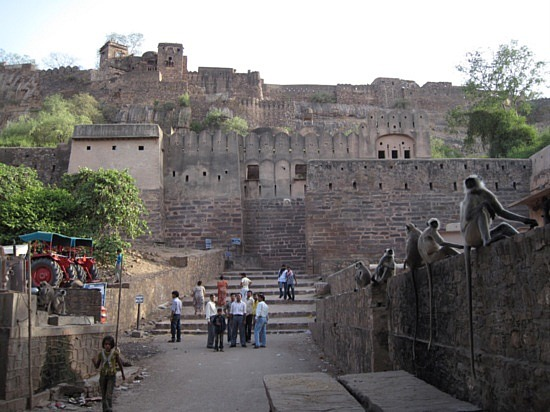
ランタンボール城

ランタンボール城（ヒンディー語: रणथम्भोर、英語: Ranthambore Fort）は、インドのラージャスターン州、サワーイー・マードープル県の都市サワーイー・マードープルに存在する城。世界遺産「ラージャスターンの丘陵城塞群」の構成資産の一つである。

## 歴史

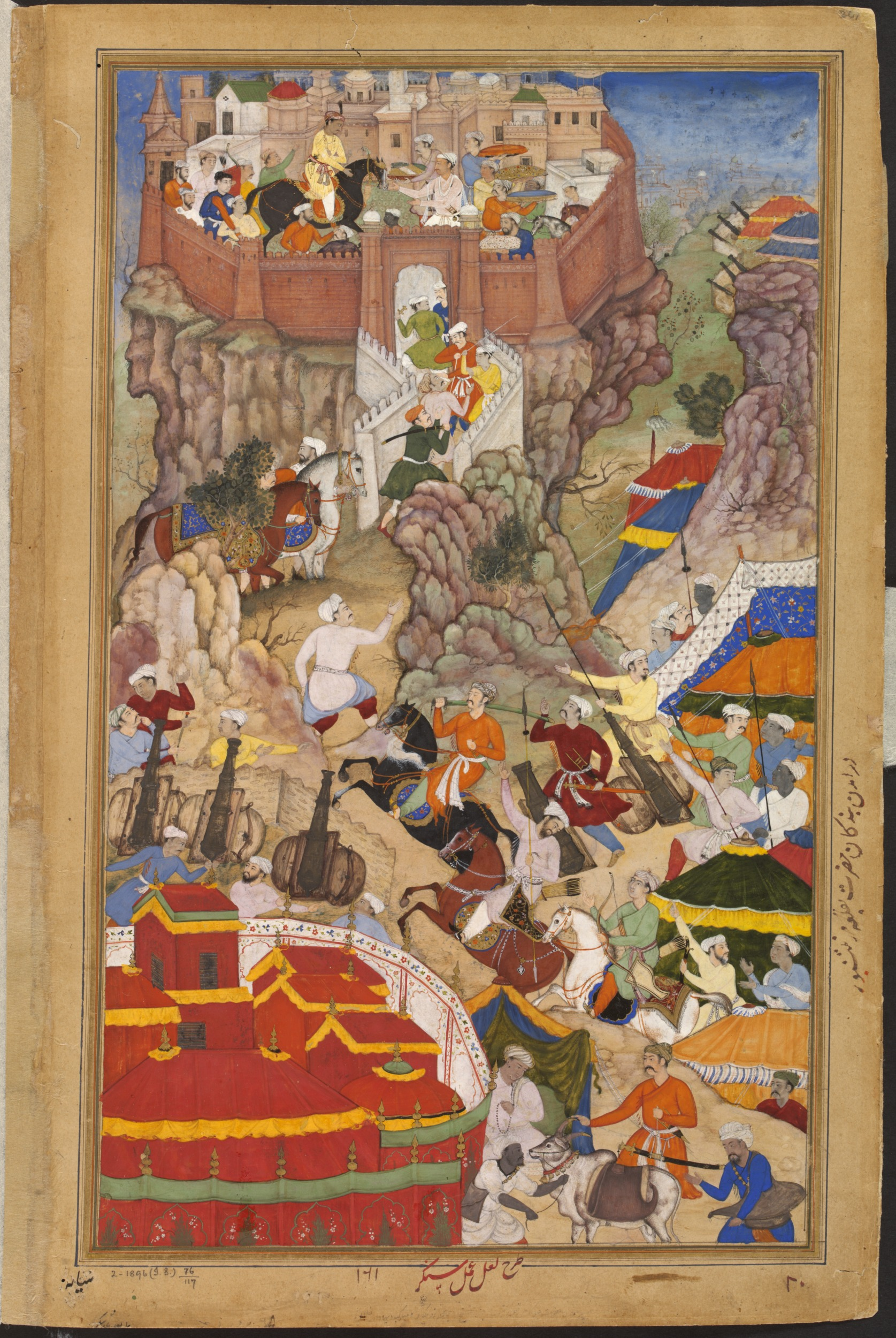
ランタンボールの城に入るアクバル帝

1299年、アラー・ウッディーン・ハルジーに包囲され、1301年に占領された。
その後、メーワール王国のハンミーラが城を占拠したが、のちにブーンディー王国に奪われた。
その後も引き続きブーンディー王国の支配下にあったが、1532年から1535年にはグジャラート・スルターン朝に占領された。
1569年にムガル帝国のアクバル帝によって陥落し、城はアンベール王国に引き渡された。

## ギャラリー

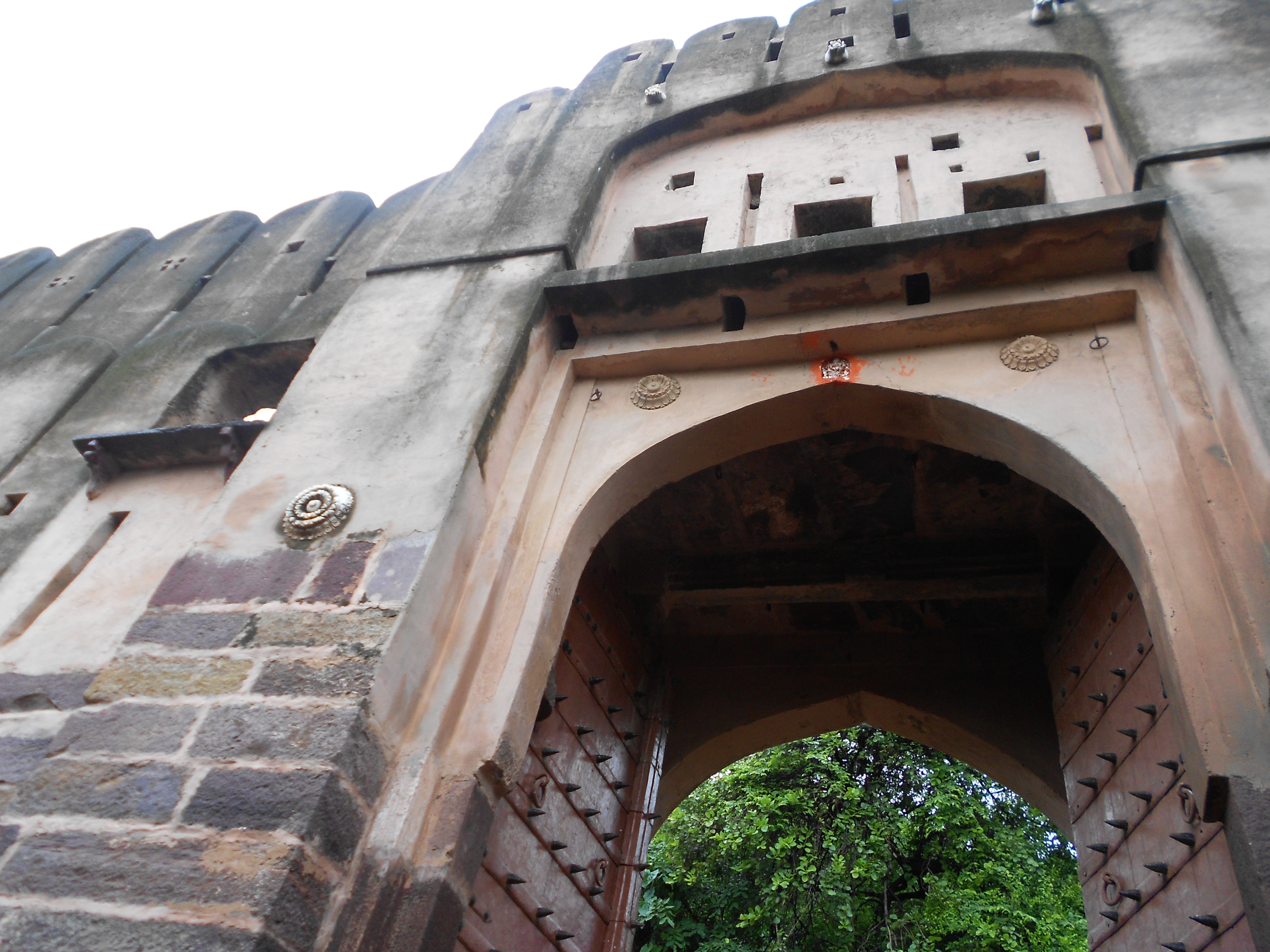
ランタンボール城のパノラマ